# Pikku-Airi
Pikku-Airi eller Pieni Airijärvi är en sjö i Finland. Den ligger i kommunen Övertorneå i landskapet Lappland, i den norra delen av landet, 700 km norr om huvudstaden Helsingfors. Pikku-Airi ligger 158,1 meter över havet. Den ligger vid sjön Iso Airijärvi. Arean är 73,5 hektar och strandlinjen är 5,41 kilometer lång. Sjön  ingår i Torne älvs huvudavrinningsområde. 